# Мужачи
Мужачи — деревня в Перемышльском районе Калужской области, в составе муниципального образования Сельское поселение «Деревня Большие Козлы».

## География
Расположена на правом берегу реки Мужачь в 27 километрах на север от районного центра — села Перемышль. Рядом деревня Малые Козлы.

## Население
| 2002 | 2010 |
| ---- | ---- |
| 16   | ↗25  |

## Этимология
Вероятно от древнерусского — мужъ — супруг, мужчина. Производные — мужество, мужать, мужаться.

## История
Поселение возникло предположительно в первой половине XIX века, в месте слияния малых рек Мужачь, Устьяновка и Степановка на Одоевском тракте по границам Калужского и Перемышльского уездов Калужской губернии.
В 1858 году Мужачи — деревня 3-го стана Калужского уезда, при колодце, 15 дворов — 108 жителей, по Одоевскому тракту от Калуги.
В «Списке населённых мест Калужской губернии», изданного в 1914 году, упоминается деревня Мужачи, как в составе Желовской волости Перемышльского уезда (12 чел.), так и в составе Покровской волости Калужского уезда (266 чел.).
В годы Великой Отечественной войны деревня была оккупирована войсками Нацистской Германии с 11 октября по 21 декабря 1941 года. Освобождена в ходе Калужской наступательной операции частями 50-й армии генерал-лейтенанта И. В. Болдина.
После войны в деревне был организован колхоз «Красный Просвященец».

## Комментарии
1. ↑  На некоторых топографических картах Калужской губернии, изданных в середине XIX века, д. Мужачи обозначалась в границах Перемышльского уезда.